# Улица Вандзенес
Улица Ва́ндзенес (латыш. Vandzenes iela) — улица в Земгальском предместье города Риги, в историческом районе Плескодале. Начинается от улицы Лиелирбес, пролегает в северо-западном направлении и заканчивается перекрёстком с улицей Калнциема, продолжаясь далее как улица Апузес. В средней части пересекается с улицей Кукшу; с другими улицами не пересекается.

## История
Улица Вандзенес образована решением Рижской думы № 1744 от 4 ноября 2014 года из обособленной части улицы Упесгривас. Новое название дано в честь волостного села Вандзене в Талсинском крае Латвии. Изменение адресов произведено в декабре 2014 года.
Участок улицы Упесгривас, из которого образована улица Вандзенес, был проложен в середине XX века, первоначально соединяя лишь улицы Калнциема и Кукшу и далее продолжаясь как безымянная грунтовая дорога вдоль границы кладбища. В 1980-е годы соединён с улицей Лиелирбес. До 2011 года будущая улица Вандзенес имела гравийное покрытие.

## Транспорт

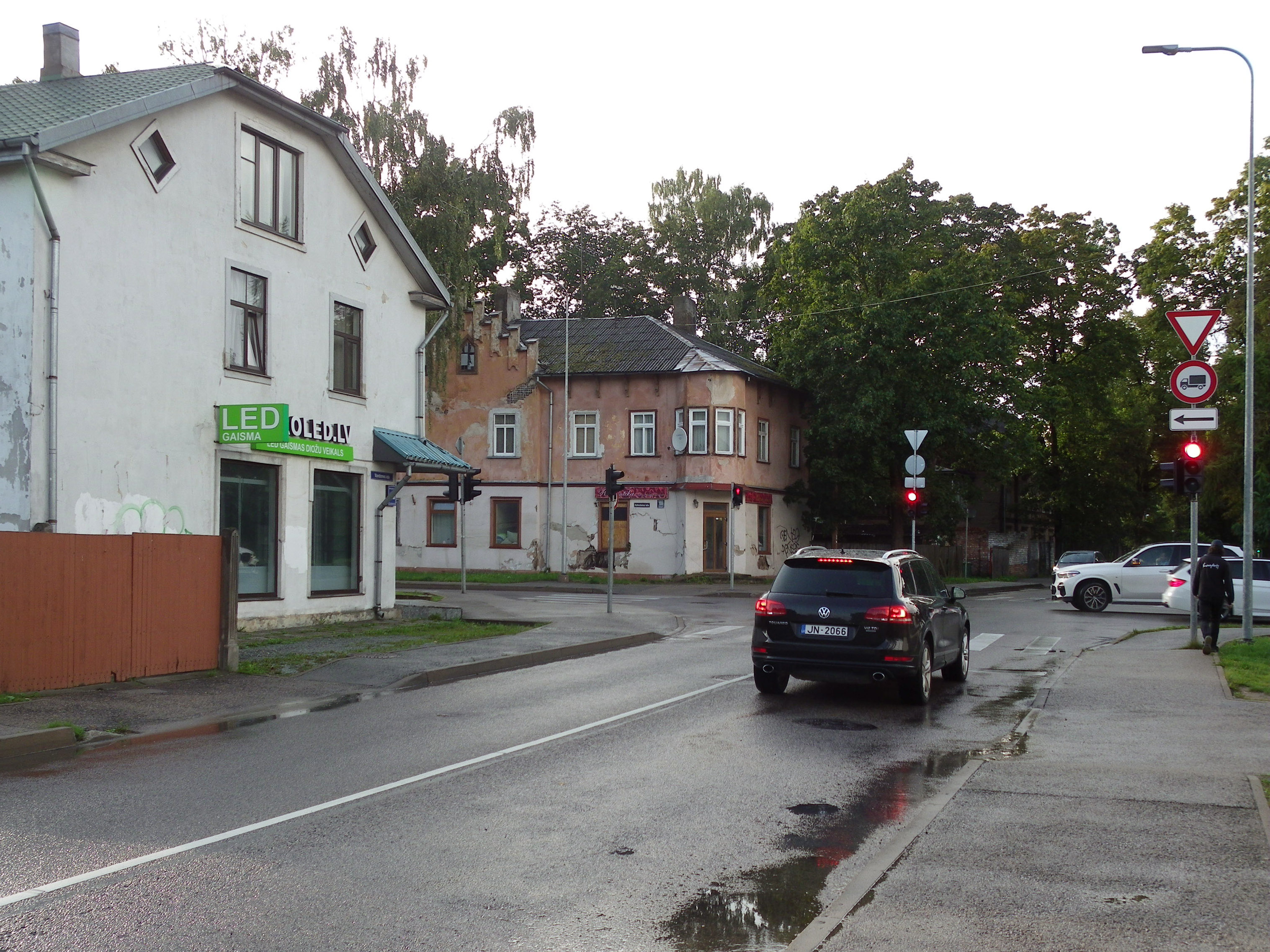
Вид на перекрёсток с улицей Калнциема

Общая длина улицы Вандзенес составляет 347 метров. На всём протяжении асфальтирована, имеет две полосы движения. По обеим сторонам улицы устроены тротуары. Средняя ширина проезжей части — 8 метров.
Общественный транспорт по улице не курсирует, хотя здесь имеются две обустроенные остановки (в противоположных направлениях) «Kukšu iela» и «Kalnciema iela». Действующая автобусная остановка на улице Лиелирбес до 1 августа 2024 года сохраняла название по бывшему наименованию улицы Вандзенес — «Upesgrīvas iela / Spice».

## Примечательные объекты
- Квартал улицы по чётной стороне, между улицами Лиелирбес и Кукшу, занимает кладбище Плескодалес.
- Дом № 3 — торговый центр автозапчастей «Baltic Auto Parts»[6].